# Здание Академии сигнализации и связи
Здание Академии сигнализации и связи — памятник архитектуры. Расположен в Санкт-Петербурге, современный адрес дома — Кронверкский проспект, 9 / Конный переулок, 2 / Крестьянский переулок, 1.
На 1917 год участок был занят деревянным цирком «Модерн».
В плане построенное в 1931—1933 годах по проекту Г. А. Симонова, П. В. Абросимова и, вероятно, А. Ф. Хрякова здание состоит из расходящихся криволинейных и прямоугольных корпусов, скреплённых объёмом секторной формы; несмотря на малую схожесть, считается, что план подражает серпу и молоту. Основной корпус стоит по дуге, его окна окаймлены тягами, к вертикальным акцентам относятся остеклённые с торцов параллелепипеды лестничных клеток. Клиновидный объём отчасти сделан с глухими стенами, отчасти — с огромными окнами, его острый угол приподнят на круглом столбе.
Здание было приспособлено под студенческое общежитие.